# Anomala brachycaula
Anomala brachycaula är en skalbaggsart som beskrevs av Ohaus 1915. Anomala brachycaula ingår i släktet Anomala och familjen Rutelidae.

## Underarter
Arten delas in i följande underarter:
- A. b. talautana
- A. b. sangirana